# Suffren (cruzador)
O Suffren foi um cruzador pesado operado pela Marinha Nacional Francesa e a primeira embarcação da Classe Suffren, seguido pelo Colbert, Foch e Dupleix. Sua construção começou em abril de 1926 no Arsenal de Brest e foi lançado ao mar em maio do ano seguinte, sendo comissionado na frota francesa em março de 1930. Era armado com uma bateria principal composta por oito canhões de 203 milímetros montados em quatro torres de artilharia duplas, tinha um deslocamento carregado de pouco mais de treze mil toneladas e alcançava uma velocidade máxima de 32 nós.
O Suffren passou sua carreira em tempos de paz no Mar Mediterrâneo, mas foi enviado para a Indochina alguns meses antes do início da Segunda Guerra Mundial. Ele realizou patrulhas no Mar da China Meridional e nas Índias Orientais Neerlandesas, em seguida escoltou comboios no Oceano Índico. Retornou ao Mediterrâneo e permaneceu imobilizado em Alexandria desde a derrota francesa até 1943, sendo em diante colocado em patrulhas no Oceano Atlântico. Após a guerra voltou para a Indochina entre 1946 e 1947. Foi tirado de serviço em 1947 e desmontado em 1976.